# 가나쿠보 준
가나쿠보 준(일본어: 金久保 順, 1987년 7월 26일~)는 일본의 축구 선수이다.

## 선수 경력
2013년에 아비스파 후쿠오카에 입단했다. 이후 2014년 1월 6일, 이적 기간 만료에 의해 후쿠오카를 퇴단했다
2014년 1월 7일, 가와사키 프론탈레로의 이적이 발표되었다. 같은 해 12월 4일 이적 만료가 발표되었다.
2015년, 베갈타 센다이로 완전 이적했다.
2018년 7월 24일, 교토 상가 FC로 완전 이적으로 입단했다.
2021년, 미토 홀리호크로 완전 이적을 했다.
2022년 9월 30일, 해당 시즌 마지막으로 현역을 은퇴하는 것이 발표되었다.